# ASIC1
ASIC1 (англ. Acid sensing ion channel subunit 1) – білок, який кодується однойменним геном, розташованим у людей на короткому плечі 12-ї хромосоми. Довжина поліпептидного ланцюга білка становить 528 амінокислот, а молекулярна маса — 59 909.
| 10         |  | 20         |  | 30         |  | 40         |  | 50         |
| ---------- |  | ---------- |  | ---------- |  | ---------- |  | ---------- |
| MELKAEEEEV |  | GGVQPVSIQA |  | FASSSTLHGL |  | AHIFSYERLS |  | LKRALWALCF |
| LGSLAVLLCV |  | CTERVQYYFH |  | YHHVTKLDEV |  | AASQLTFPAV |  | TLCNLNEFRF |
| SQVSKNDLYH |  | AGELLALLNN |  | RYEIPDTQMA |  | DEKQLEILQD |  | KANFRSFKPK |
| PFNMREFYDR |  | AGHDIRDMLL |  | SCHFRGEVCS |  | AEDFKVVFTR |  | YGKCYTFNSG |
| RDGRPRLKTM |  | KGGTGNGLEI |  | MLDIQQDEYL |  | PVWGETDETS |  | FEAGIKVQIH |
| SQDEPPFIDQ |  | LGFGVAPGFQ |  | TFVACQEQRL |  | IYLPPPWGTC |  | KAVTMDSDLD |
| FFDSYSITAC |  | RIDCETRYLV |  | ENCNCRMVHM |  | PGDAPYCTPE |  | QYKECADPAL |
| DFLVEKDQEY |  | CVCEMPCNLT |  | RYGKELSMVK |  | IPSKASAKYL |  | AKKFNKSEQY |
| IGENILVLDI |  | FFEVLNYETI |  | EQKKAYEIAG |  | LLGDIGGQMG |  | LFIGASILTV |
| LELFDYAYEV |  | IKHKLCRRGK |  | CQKEAKRSSA |  | DKGVALSLDD |  | VKRHNPCESL |
| RGHPAGMTYA |  | ANILPHHPAR |  | GTFEDFTC   |  |            |  |            |

A: Аланін

C: Цистеїн

D: Аспарагінова кислота

E: Глутамінова кислота

F: Фенілаланін

G: Гліцин

H: Гістидин

I: Ізолейцин

K: Лізин

L: Лейцин

M: Метіонін

N: Аспарагін

P: Пролін

Q: Глутамін

R: Аргінін

S: Серин

T: Треонін

V: Валін

W: Триптофан

Кодований геном білок за функціями належить до іонних каналів, фосфопротеїнів. 
Задіяний у таких біологічних процесах, як транспорт іонів, транспорт, транспорт натрію, транспорт кальцію, альтернативний сплайсинг. 
Білок має сайт для зв'язування з іоном кальцію, іоном натрію. 
Локалізований у клітинній мембрані, мембрані.